# 郑州工业安全职业学院
郑州工业安全职业学院（英語：Zhengzhou Vocational College of Industrial Safety，简称：郑安职院），是一所位於中國河南省新郑市的公办普通高等职业院校，由河南省工业和信息化委员会直属。2004年由郑州矿务局职工大学、河南煤炭高级技工学校合并组建。